# Beatriz Bermúdez de Velasco
Beatriz Bermúdez de Velasco, también conocida como La Bermuda, fue una mujer soldado española que acompañó a Hernán Cortés durante sus expediciones en la Conquista de México. Su vida fue registrada por el cronista Francisco Cervantes de Salazar.

## Biografía
De origen posiblemente noble, Bermúdez se unió a Cortés junto con su esposo, Francisco de Olmos, tras llegar con la partida de Pánfilo de Narváez en 1520. Ganó su reputación durante el asedio de Tenochtitlan, durante el cual arengó a los españoles y a indígenas aliados e impidió la retirada de varios de ellos. Tras la batalla, en la que las tropas aliadas derrotaron a la coalición mexica, sus compañeros hispanos la aclamaron por su oratoria y voluntad, llegando a expresar que probablemente evitaron una derrota ante los mexica gracias sus acciones y a las de otras mujeres soldado españolas.

...Beatriz Bermúdez, que acababa de llegar de otro real, viendo así españoles como indios amigos todos revueltos, que venían huyendo, saliendo a ellos en medio de la calzada con una rodela de indios y una espada española y una celada en la cabeza, armado el cuerpo con un escaupil, les dijo: "¡Vergüenza, vergüenza, españoles, empacho, empacho! ¿Qué es esto que vengáis huyendo de una gente tan vil, a quien tantas veces habéis vencido? Volved, volved a ayudar y socorrer a vuestros compañeros que quedan peleando, haciendo lo que deben; y si no, por Dios os prometo de no dejar pasar a hombre de vosotros que no le mate; que los que de tan ruin gente vienen huyendo, merecen que mueran a manos de una flaca mujer como yo".
Cervantes de Salazar, Crónica de la Nueva España, CLXIX.

Bernal Díaz del Castillo la menciona entre las mujeres invitadas a la selecta fiesta que Cortés dio para celebrar el triunfo sobre los mexicas, junto con María de Estrada e Isabel Rodríguez.